# Shredding
Shredding (deutsch: zerschnipseln) bezeichnet bestimmte schnelle musikalische Elemente eines Gitarren-Solospiels. Der Begriff wird vor allem in der Rockmusik verwendet.

## Geschichte
Der Begriff Shredding wurde erst in den 1980er-Jahren verbreitet, in denen viele Gitarristen Spielweisen in ihr Repertoire aufnahmen, die sich durch hohe Geschwindigkeit auszeichnen (z. B. Yngwie Malmsteen, Eddie Van Halen, Randy Rhoads, Steve Vai und Paul Gilbert). Bereits vor den 1980er-Jahren gab es einige Gitarristen, die sich durch virtuoses Solospiel hervortaten und dadurch nachträglich als Shredder bezeichnet wurden, darunter z. B. Al Di Meola, Frank Gambale oder Steve Morse, die ursprünglich eher im Jazz oder Fusion zu Hause sind.
Beim Shredding kommen in erster Linie Spieltechniken zum Einsatz, die eine schnelle Folge von Tönen erlauben, beispielsweise Sweep, Economy Picking, String Skipping, Alternate Picking, Tapping, beidhändiges Tapping, Hybrid Picking und diverse Legato-Techniken. Welche dieser Techniken eingesetzt werden, ist von Musiker zu Musiker verschieden. Es gibt Gitarristen, die ein breites Spektrum unterschiedlicher Techniken beherrschen, während andere sich auf eine kleinere Auswahl beschränken.
Ein frühes Beispiel für diese Technik, welches großen Einfluss auf die Rockmusik hatte, ist der von Jimmy Page komponierte Song Heartbreaker der Band Led Zeppelin, erschienen auf dem Album Led Zeppelin II (1969), dessen zweiteiliges Gitarrensolo erstmals eine Reihe komplexer Spieltechniken wie schnelle Tonfolgen, Bends und Tapping kombinierte. Bei Konzerten nahm Page auch Elemente klassischer Musik in das Solo auf. Steve Vai äußerte in einem Interview der Zeitschrift Guitar World vom September 1998: „Dieses eine Heartbreaker hatte den größten Einfluss auf mich als Jugendlicher. Es war trotzig, gewagt und bahnbrechender als die Hölle. Es ist wirklich das ultimative Rockgitarrensolo.“ Und auch Eddie Van Halen gab an, von diesem Solo zu der Spieltechnik inspiriert worden zu sein, die ihn später berühmt machen sollte.

## Berühmte Shred-Gitarristen

### Michael Angelo Batio
Michael Angelo Batio wurde im Jahr 2003 von der Musikzeitschrift 'Guitar One' zum schnellsten Shredder aller Zeiten gewählt. Insbesondere durch sein perfektioniertes beidhändiges Gitarrenspiel, welches er an einer doppelhalsigen Gitarre (Rechts- und Linkshändergitarre in einem) zelebriert, hat er sich in der Musikwelt einen Namen gemacht. Als sein Magnum Opus wird häufig sein Song „No Boundaries“ genannt, in dem es ihm zweifellos gelingt Schnelligkeit, Präzision und Melodiosität unter einen Hut zu bringen.

### Yngwie Malmsteen
Der gebürtige Schwede Yngwie Malmsteen prägte die Welt der Rockmusik in den 1980er Jahren genauso wie Edward Van Halen. Kaum ein anderer berühmter Rock-Gitarrist ist so stark von der Klassik beeinflusst wie Malmsteen, dessen Markenzeichen neben seiner Legato-Technik vor allem seine oft rasend schnell gespielten Klassik-Läufe sind.

### Jason Becker
Jason Becker zeigte schon in jungen Jahren sein Talent auf der Gitarre. Ähnlich wie Yngwie Malmsteen beschäftigte er sich intensiv mit klassischen Elementen der Musik und integrierte viele davon in seine Soli. Insbesondere seine Adaptation von Niccolò Paganinis 5. Caprice für E-Gitarre wird auch heute noch von vielen Gitarristen als Beleg für seine außergewöhnlichen Fähigkeiten herangezogen. Becker erkrankte im Alter von 20 Jahren an amyotropher Lateralsklerose (ALS), was dazu führte, dass er nahezu alle motorischen Fähigkeiten verlor und nur noch kompositorisch tätig sein konnte.

### Paul Gilbert
Paul Gilbert, Gitarrist der Bands Racer X und Mr. Big, machte schon in frühen Jahren durch seine Soli auf sich aufmerksam. Der auch als Solokünstler erfolgreiche Gilbert, der sein Handwerk u. a. am Guitar Institute of Technology lernte, benutzt während seiner Soloparts neben diversen anderen Techniken auch das sog. String Skipping. Dies ermöglicht ihm ähnlich wie beim Tapping den Einbau größerer Intervalle in sein Spiel.

### Andy James
Andy James ist einer der bekanntesten modernen Shred-Gitarristen. Nachdem er sich als DVD-Lehrer beim Guitar-Lessons-Vertrieb Lickribrary einen Namen gemacht hatte und zu diesem Zeitpunkt bereits zwei Alben veröffentlicht hatte, wurde er zunehmend zum Internet-Phänomen. Er organisiert Online-Wettbewerbe für aufstrebende Gitarristen.
Bis heute hat er vier Soloalben veröffentlicht: „Telling it Like it Is“ (1999), „Machine“ (2005), „In the Wake of Chaos“ (2007) und „Andy James“ (2013). 2013 produzierte er gemeinsam mit dem Shred-Metal-Gitarristen Paul Wardingham eine EP namens „Transfusion“. Die Band „Sacred Mother Tongue“, mit der er vier Alben veröffentlichte, hat sich 2013 aufgelöst.
Sein Stil ist am ehesten als Melodic-Shred-Metal zu bezeichnen. Er beherrscht außerordentliches Alternate-Picking, technisch extrem starkes String Skipping, modernes, große Intervalle einschließendes Tapping und eine meisterhafte Sweeping-Technik. Der Song „War March“ vom Album „Andy James“ fasst sein musikalisches Schaffen am besten zusammen.

### Guthrie Govan
Guthrie Govan ist ein 1971 in Chelmsford, England, geborener Gitarrist, der sowohl in seinen Video-Lessons als auch auf seinen Album-Veröffentlichungen viele musikalische Gangarten abdeckt. Im Wesentlichen ist er ein Rock-Fusion-Gitarrist; diese Stilistik zelebriert er größtenteils auch auf seinem bisher einzigen Soloalbum. Mit Marco Minneman und Brian Bell formierte er 2010 die Fusion-Rock-Band „The Aristocrats“, mit der er bisher zwei Alben veröffentlichte. Seine musikalische Karriere reicht bis in die frühen 1990er-Jahre zurück; weltbekannt wurde er jedoch erst durch die Gitarrenlehr-Plattform „JamTrackCentral“. Die von ihm dort gespielten Improvisationen wurden auf Youtube millionenfach angeklickt. Für Jamtrackcentral ist er immer noch aktiv. Sein Spiel lebt vor allem von seiner fulminanten Legato-Technik, seinem musikalischen Gefühl und seinen komplexen, progressiven Kompositionen. Führende weitaus bekanntere Gitarristen, wie beispielsweise Joe Satriani, Paul Gilbert oder Steve Vai, loben Govan beinahe regelmäßig für sein herausragendes Spiel.

### Shawn Lane
Shawn Lane (* 21. März 1963 in Memphis, Tennessee; † 26. September 2003 Memphis, Tennessee) veröffentlichte in den neunziger Jahren zwei Solo-Alben namens „Powers of ten“ und „The Tri-Tone Fascination“. 1994 spielte er das erste Mal mit dem schwedischen Ausnahmebassisten Jonas Hellborg zusammen, mit dem er bis 2003 insgesamt sieben Alben veröffentlichte.
Er begeisterte sich schon im frühen Kindesalter für Musik, spielte als Kleinkind Cello, lernte Klavier und wechselte im Alter von 12 Jahren zur Gitarre, die er fortan stets als „sein“ Instrument beschrieb. Mit 15 Jahren galt er in Tennessee bereits als Wunderkind. Auf seinen Solo-Alben kombinierte er seinen virtuosen Umgang am Klavier mit seinem noch virtuoseren Umgang an der Gitarre und fusionierte seine beiden Haupt-Instrumente so zu musikalischen Cocktails, die sowohl Adrenalin-geladene Songs als auch melancholische Balladen abdeckten. Technisch stechen dabei vor allem sein schnelles Alternate-Picking sowie das Hybrid Picking heraus. Zudem war er für die äußerst weiten Stretches der Greifhand berühmt.

### Marty Friedman
Marty Friedman machte sich gemeinsam mit Jason Becker bereits in der Band Cacophony einen Namen.
Er stieg Anfang der 1990er Jahre bei Megadeth ein und setzte sich mit dem Album Rust in Peace (1990) selbst ein Denkmal. Sein Gitarrenspiel ist eher akkord- als skalenorientiert zu beschreiben, wobei er zunehmend von asiatischem und orientalischem Tonmaterial Gebrauch macht.
1999 verließ er Megadeth nach fünf erfolgreichen Alben und konzentrierte sich auf seine Solokarriere und sein Leben in Japan. Marty Friedmans Soli in „Tornado of Souls“ oder „Lucretia“ sind vielleicht die besten Hörtipps, um sein Gitarrenspiel verinnerlichen zu können.

### Joe Satriani
Joe Satriani ist einer der führenden Shred-Gitarristen und füllt den Großteil seiner Kompositionen oft mit komplexen Legato-Läufen aus. Zudem prägen klare, einprägsame Lead-Passagen seinen Stil. Als einer von wenigen Shred-Gitarristen erreicht Satriani ein Millionenpublikum. Die meisten seiner Songs sind trotz fehlendem Gesang radiotauglich. Er wurde insgesamt 14-mal für einen Grammy nominiert, hat ihn jedoch nie gewonnen. Viele bekannte und erfolgreiche Gitarristen begaben sich als Schüler in seine Obhut, darunter Kirk Hammett und Steve Vai.

### Edward Van Halen
Der gebürtige Niederländer Edward Van Halen war Gitarrist der Rockband Van Halen, die in den 1980er-Jahren zu den wichtigsten Rock-Acts der Welt gehörten. Er spielte mit Hammer-Ons und Pull-Offs und brachte mit neuen Tönen und Effekten die Bedeutung des Vibrato-Hebels auf ein neues Level. Er war mitverantwortlich für die schnelle Verbreitung des Tappings, da er dieses in viele seiner Soli integrierte und dadurch neue Möglichkeiten des Gitarrenspiels ermöglichte. Neben diesen virtuosen Techniken zeichnete sich sein Spiel durch eine exzellente Rhythmusarbeit aus.

### Randy Rhoads
Randy Rhoads gilt neben Edward Van Halen als einer der wohl beeindruckendsten und einflussreichsten Gitarristen seiner Zeit. Bevor er zu Ozzy Osbourne ging, spielte er in der von ihm mitgegründeten Band Quiet Riot. Sein früher Tod 1982 im Alter von nur 25 Jahren verhinderte eine blühende Karriere. Kaum ein anderer Gitarrist wurde mit nur zwei Alben so weltberühmt wie er. Vor allem der Song „Mr. Crowley“ vom Album „Blizzard of Ozz“ ist ein absolutes Vorzeigestück der Shredkunst.

### Dimebag Darrell
Dimebag Darrell (bürgerlich Darrel Lance Abbott) war der einzige Gitarrist des Neo-Thrash-Metal-Quartetts Pantera. Kurz vor seinem Tod (2004) erschien das Debütalbum seiner neuen Band Damageplan. Sein brachial groovender Stil lebte vor allem von Pinched Harmonics, die er mit seinem Floyd Rose-Vibrato in schwindelerregende Höhen trieb, und ohne technische Schwierigkeiten in seine Soli einbaute. Zu diesem Artikel passt daher kein Song besser als The Art of Shredding vom 1990er Album Cowboys from Hell.

### Steve Vai
Steve Vai ist einer der anerkanntesten und technisch versiertesten Shred-Gitarristen aus dem Bereich des Rock (primär Instrumental-Rock). Markant für seinen Stil sind äußerst schnelle und komplexe Läufe, zusammengesetzt aus verschiedensten Techniken der modernen Rockgitarre, und sein gefühlvolles Vibrato, mit dem er oftmals singende Lead-Passagen erzeugt. Als Meisterwerk seines Schaffens wird oft seine Komposition For The Love Of God gehandelt.

### Erock
Eric Calderone, aka „Erock“, ist ausschließlich durch Youtube weltbekannt geworden. Er „covert“ bekannte Songs von anderen Musikern und aus Filmen oder Videospielen, arrangiert diese jedoch in einem Power-Metal-Gewand neu und fügt moderne intensive Shred-Soli hinzu. Songs wie bspw. „Gangnam-Style meets Metal“ oder „Skyrim meets Metal“ sind auf Youtube bis heute über vier Millionen Mal gesehen worden und mit fast einer Million Followern ist er der bekannteste „Youtube-Gitarrist“ überhaupt. Am 5. November 2009 erschien auf Youtube sein erster Song „Pirates of the Caribbean“, und bis heute sind 168 Songs auf seinem Channel „331Erock“ veröffentlicht worden. Mittlerweile hat er drei Soloalben namens „Hollywood Shred“, „No more Heroes“ und „LoPanLunatic“ in Eigenregie produziert. 2013 gewann er den „Dimebag-Darrell-ShredderAward“. Seine Arrangements leben vor allem von seinem intensiven Alternate Picking, Tapping und zweispurig intonierten Lead-Melodien, bei deren Ausarbeitung ihm sein Studium in Klassischer Gitarre in Florida wie sein Studium für Orchestration am bekannten „Berklee College of Music&Arts“ in Massachusetts zuträglich sein dürften.

### Eric Johnson
Der Texaner Eric Johnson ist eher für sein stets harmonisches, feinfühliges Spiel und seinen „warmen“ Ton bekannt. Er beherrscht sowohl das Spielen mit Plektrum, als auch ohne. Er ist ein früher Meister des Hybrid Picking. So stützt er seine oft sehr schnellen Läufe auf einen stets harmonischen Background. Erwähnenswert sind auch seine komplexen Chordprogressions.
Sein bekanntestes Stück ist das mit einem Grammy ausgezeichnete „Cliffs of Dover“. 1996 bestritt er mit Joe Satriani und Steve Vai die erste der legendären „G3-Tourneen“.

### Zakk Wylde
Zakk Wylde (bürgerlich Jeffrey Phillip Wielandt) spielte 1988 auf dem Ozzy-Osbourne-Album „No Rest for the Wicked“. Zuerst als Ersatz für Jake E. Lee gehandelt, verpasste Wylde den nachfolgenden Alben seinen eigenen Stempel. Er zeichnet sich vor allem durch seine stilistische Nähe zu Bluegrass und Country aus. Neben seiner fortwährenden Tätigkeit für Ozzy und seinen gelegentlichen Projekten wie z. B. Pride & Glory und diversen Soloalben spielte er auch bei der Groove-Stoner-Rockband Black Label Society (BLS).